# System emerytalno-rentowy w Polsce
System emerytalno-rentowy w Polsce obejmuje w rzeczywistości kilka odrębnych, funkcjonujących równolegle i na różnych zasadach, systemów zabezpieczenia społecznego wypłacających świadczenia emerytalne lub rentowe, przyznawane najczęściej na wniosek, a w niektórych sytuacjach – z urzędu.

## Historia i kierunki reform
Już od pierwszych lat istnienia III Rzeczypospolitej podnoszono problem zapewnienia długoterminowego i zbilansowanego finansowania świadczeń emerytalnych, zwłaszcza wobec nowego zjawiska demograficznego, jakim był spadający przyrost naturalny. Osoby, którym przyznano emeryturę przed 1999 rokiem, a także inne osoby urodzone przed 1949 rokiem, miały przyznawane emerytury według dwóch głównych kryteriów: osiągnięcia wieku emerytalnego oraz posiadania odpowiednio długiego okresu pozostawania w ubezpieczeniu (stażu) składającego się z okresów składkowych i nieskładkowych. Wysokość emerytury tylko pośrednio zależała od wysokości odprowadzanych w przeszłości składek. Kluczowe w takim przypadku było odpowiednie udokumentowanie stażu ubezpieczeniowego, na który w głównej mierze składały się: zasadnicza lub nadterminowa służba wojskowa i staż pracy (okresy składkowe), a także studia wyższe, okresy bycia zarejestrowanym jako bezrobotny, przebywania na zwolnieniach lekarskich, urlopach macierzyńskich czy wychowawczych (okresy nieskładkowe). Nie dotyczyło to jednak osób uprawnionych do emerytury górniczej albo kolejarskiej, osób objętych ubezpieczeniem emerytalnym rolników, zaopatrzeniem emerytalnym żołnierzy zawodowych lub funkcjonariuszy służb państwowych, natomiast w przypadku osób będących byłymi prezydentami RP albo sędziami, prokuratorami lub sędziami Trybunału Konstytucyjnego w stanie spoczynku zrezygnowano całkowicie z przyznawania emerytur, zastępując je uposażeniem wypłacanym w stanie spoczynku.
Odpowiedzią na wyzwania miała być zaplanowana w ramach programu czterech reform reforma uchwalona w 1998 roku. Zreformowany system powszechny po przebudowie miał opierać się na trzech tzw. filarach:
- obowiązkowym systemie repartycyjnym opartym na Funduszu Ubezpieczeń Społecznych (I filar),
- obowiązkowym systemie kapitałowym w otwartych funduszach emerytalnych (II filar)
- oraz dobrowolnym systemie kapitałowym objętym preferencjami podatkowymi (III filar).

Pomimo reformy powszechny system ubezpieczeń społecznych w rzeczywistości nadal pozostawał takim jedynie z nazwy, jako że utrzymano odrębność systemu ubezpieczeń społecznych rolników oraz systemów zaopatrzenia emerytalno-rentowego żołnierzy zawodowych i unkcjonariuszy służb państwowych, a także systemów uposażeniowych sędziów, prokuratorów, sędziów Trybunału Konstytucyjnego oraz prezydentów RP. Konstrukcja tworzonego systemu pozostawała także przez długi okres pod wieloma względami niekompletna, a jego docelowy kształt – niewiadomy, jako że przepisy początkowo określały jedynie obowiązki dotyczące wpłacania składek, natomiast zasady wypłacania świadczeń pozostawały nieznane. Wiele kontrowersji budziła sama konstrukcja drugiego filaru (OFE), którego celem – według samych twórców – miało być nie tylko finansowanie emerytur, ale także uformowanie dużych mas kapitału podnoszących kapitalizację krajowych rynków finansowych takich jak rynek obligacji Skarbu Państwa czy rynki giełdowe, stanowiących zarazem źródło gotówki dla notowanych na tych rynkach spółek. W 2003 roku Krzysztof Dzierżawski (CAS) wyraził opinię, że jedynym systemem mającym sens ekonomiczny jest system repartycyjny („solidarnościowy”), zaś OFE przyczynią się jedynie do podwyższenia deficytu budżetowego. W dodatku rząd SLD i PSL pod naciskiem związków zawodowych przywrócił w 2005 roku w ramach systemu powszechnego uprzywilejowane zasady przyznawania emerytur górniczych, utrzymane następnie przez kolejne rządy, a w 2008 roku dopuszczono także możliwość ubiegania się o emeryturę pomostową. Zmiany te uderzyły w stabilność finansową budowanego systemu oraz jeszcze mocniej ograniczyły powszechność jego zasad, stanowiącą jeden z fundamentów dla pierwotnych projektów wprowadzanej reformy. 
Zasady wypłacania emerytur z OFE podniesiono dopiero w 2010 roku, kiedy pojawili się pierwsi emeryci uprawnieni do otrzymywania środków z nowego systemu. W 2013 roku, wobec rosnącego deficytu publicznego i nadchodzącej konieczności uruchomienia wypłat z OFE, debata nad konstrukcją drugiego filara rozgorzała na nowo. Ministerstwo Pracy i Polityki Społecznej opublikowało raport podważający celowość istnienia OFE w dotychczasowej formie. Od 1 kwietnia do 31 lipca 2014 r. członkowie początkowo obowiązkowych otwartych funduszy emerytalnych (OFE) mogli po raz pierwszy zdecydować, gdzie będzie kierowana część ich składek emerytalnych, począwszy od składki za lipiec 2014 r. Ubezpieczeni, chcący aby składka w wysokości 2,92% była odprowadzana do OFE, powinni byli dostarczyć do ZUS odpowiedni dokument: „Oświadczenie członka otwartego funduszu emerytalnego o przekazywaniu składki do otwartego funduszu emerytalnego oraz o zapoznaniu się z informacją dotyczącą powszechnego systemu emerytalnego oraz informacją dotyczącą otwartych funduszy emerytalnych”. Oświadczenia o przekazywaniu składki do OFE powinny były złożyć również osoby, które w okresie od 1 lutego do 31 lipca 2014 r. zawarły umowę z OFE na zasadzie dobrowolności, jeżeli chciały, aby składka do OFE była przekazywana także od 1 lipca 2014 r. Z kolei osoby decydujące się na przekazywanie składki emerytalnej w całości do ZUS nie musiały składać żadnych oświadczeń. 15 kwietnia 2019 roku rząd Mateusza Morawieckiego zaprezentował plan przeniesienia oszczędności z otwartych funduszy emerytalnych (OFE) na indywidualne konta emerytalne lub do ZUS.
Według Piotra Araka (Obserwator Finansowy) filozofia systemu emerytalnego nie ma większego znaczenia w sytuacji, jeśli strumień pieniędzy przez niego przepływający jest całkowicie niezbilansowany jak w obecnej sytuacji. Arak wskazuje szereg czynników uniemożliwiających zbilansowanie tak ZUS, jak i OFE, wśród których jest m.in. konieczność utrzymywania wypłat ze starego systemu (sprzed reformy w 1999 roku), jak i utrzymywanie szeregu wyjątków branżowych (patrz § Odrębności branżowe emerytur w systemie powszechnym niżej), które z zasady są niezbilansowane. Według niego głównym zagrożeniem dla systemu emerytalnego jest fakt, że jest on projektowany i bezustannie modyfikowany w celu realizacji krótkoterminowych, politycznych celów, a nie dla zapewnienia długoterminowego bezpieczeństwa. Podobną opinię opublikowali ekonomiści Piotr Denderski i Wojciech Paczos. Według Macieja Bukowskiego (Instytut Badań Strukturalnych, KOBE) połączenie systemu repartycyjnego (ZUS) i kapitałowego (OFE) jest niezbędne dla zachowania odpowiedniej wysokości emerytur w sytuacji spadającej liczby pracujących.

## Systemy oparte na metodzie ubezpieczeniowej
W systemach tych przejście na emeryturę to prawo, a nie obowiązek. Po osiągnięciu powszechnego wieku emerytalnego od decyzji każdej osoby zależy, czy z tego prawa zechce skorzystać od razu czy później ze względu na chęć kontynuowania aktywności zawodowej.

### Powszechny system emerytalno-rentowy
Najwięcej osób funkcjonuje w ramach powszechnego systemu emerytalnego obsługiwanego przez Zakład Ubezpieczeń Społecznych (ZUS). W systemie powszechnym emerytura wypłacana jest z Funduszu Ubezpieczeń Społecznych (w tym również ze środków gromadzonych w otwartych funduszach emerytalnych).

#### Wiek emerytalny
Od 1 października 2017 roku powszechny wiek emerytalny wynosi 60 lat – dla kobiet i 65 lat – dla mężczyzn. Po osiągnięciu tego wieku kobiety i mężczyźni mogą zdecydować o kontynuowaniu pracy zawodowej lub zaprzestaniu tej aktywności i przejściu na emeryturę. Warunkiem otrzymania emerytury – poza osiągnięciem powszechnego wieku emerytalnego – jest również udokumentowanie jakiegokolwiek okresu ubezpieczenia oraz rozwiązanie stosunku pracy.

#### Mechanizm zdefiniowanej składki emerytalnej
Dla wszystkich urodzonych po 1968 r. osób objętych systemem powszechnym obowiązują zasady, zgodnie z którymi emerytura jest wypłacana po osiągnięciu wieku emerytalnego, a jej wysokość zależy wyłącznie od sumy odprowadzonych składek. Odsetek składki na ubezpieczenie emerytalne od 2014 r. wynosi 19,52% podstawy jej wymiaru, z czego od 1 lutego 2014 r.:
- 2,92% podstawy wymiaru jest odprowadzane przez ZUS do wybranego przez OFE,
- 4,38% podstawy wymiaru jest zapisywane na subkoncie w ZUS.

Składki te są ewidencjonowane w dwóch systemach – w ramach systemu repartycyjnego: na koncie indywidualnym oraz subkoncie prowadzonymi przez ZUS (obowiązkowo) oraz w ramach systemu kapitałowego: na rachunku w OFE prowadzonym przez PTE (od 2014 r. dobrowolnie). Jeśli składki nie są przekazywane do OFE, to całość składki emerytalnej wynoszącej 7,3% jest zapisywane na subkoncie w ZUS. Począwszy od 2016 r., ustanowiono co 4 lata regularne „okienko transferowe” analogiczne do tego z roku 2014, trwające od 1 kwietnia do 31 lipca, kiedy można złożyć do ZUS oświadczenie o przekazywaniu części bieżących składek w wysokości 2,92% do OFE albo je odwołać w celu przekazywania całości składki emerytalnej na subkonto w ZUS. Wartość środków księgowanych przez ZUS podlega waloryzacji, której współczynnik wynika z bieżącej polityki rządu, ale nie może być niższy niż współczynnik inflacji powiększony o 20% współczynnika wzrostu przeciętnego wynagrodzenia w poprzednim roku kalendarzowym. Wartość środków w OFE waha się w zależności od wartości instrumentów finansowych (obligacje skarbowe, akcje), w które zostały zainwestowane środki pochodzące ze składek.
Natomiast w przypadku osób urodzonych w latach 1949–1968, wysokość świadczenia zależy zarówno od sumy składek odprowadzonych począwszy od 1 stycznia 1999 r., jak i od tzw. kapitału początkowego, wyliczonego dla okresu przed 1 stycznia 1999 r. Okresy uwzględniane przy zliczaniu stażu pracy uprawniającego do emerytury lub renty oraz przy obliczaniu kapitału początkowego, wpływającego na wysokość świadczenia, reguluje art. 87 ustawy z dnia 17 grudnia 1998 r. o emeryturach i rentach z Funduszu Ubezpieczeń Społecznych:
- okresy składkowe to takie, które są związane z aktywnością zawodową. Chodzi tu o okresy zatrudnienia, samodzielnego opłacania składek na ubezpieczenie społeczne lub ubezpieczenia emerytalne i rentowe (na przykład z tytułu prowadzenia działalności gospodarczej), okresy zasadniczej lub nadterminowej służby wojskowej oraz inne okresy uwzględniane jako okresy składkowe.
- okresy nieskładkowe są to natomiast okresy braku aktywności zawodowej, które są uwzględniane przy ustalaniu emerytury i renty. Np.: okres nauki w szkole wyższej na jednym kierunku, pod warunkiem ukończenia tej nauki, okresy bycia zarejestrowanym jako bezrobotny, okresy pobierania zasiłku chorobowego lub świadczenia rehabilitacyjnego czy przebywania na urlopie wychowawczym[12].

#### Odrębności branżowe emerytur w systemie powszechnym
W ramach systemu powszechnego istnieją zasady odrębne od powyższych, dotyczące niektórych grup zawodowych, przede wszystkim górników oraz (tylko na zasadzie praw nabytych) nauczycieli i kolejarzy. W tych grupach obowiązują zupełnie inne zasady naliczania wysokości emerytur, niższy wiek emerytalny i korzystniejsze przeliczniki lat pracy, co w praktyce oznacza, że ich pracodawcy płacą niższe składki, a sami ubezpieczeni otrzymują wyższe emerytury
Dotowane przez Skarb Państwa emerytury dla osób zatrudnionych w górnictwie uzasadniane ciężkimi warunkami pracy i ryzykiem zawodowym, co jednak dotyczy faktycznie ok. 20% pracowników, którym przysługują przywileje emerytalne. Poza uprzywilejowanymi zasadami opłacania składek, sektor górniczy wielokrotnie korzystał także z odroczeń lub umorzeń zaległości wobec ZUS, a wobec fatalnej sytuacji finansowej Kompanii Węglowej w 2014 roku zaplanowano ograniczenie zatrudnienia przez przyznanie 15–18 tys. osób wcześniejszych świadczeń emerytalnych z ZUS.

### Rolniczy system emerytalno-rentowy
Rolniczy system emerytalny obejmuje osoby ubezpieczone w Kasie Rolniczego Ubezpieczenia Społecznego (w sumie 1,4 mln osób, z czego rzeczywiście uprawia ziemię 600 tys., a produkty rolne sprzedaje 200 tys. osób), którzy płacąc bardzo niskie składki, otrzymują niższe emerytury.
Według NIK ok. 30% osób ubezpieczonych w KRUS nie prowadzi działalności rolniczej, pozostaje jednak w KRUS ze względu na niższe składki i praktyczny brak kontroli ze strony KRUS. Składki emerytalne dla osób ubezpieczonych w KRUS są niewielkie – poniżej 50 ha, jest to ok. 200 zł miesięcznie, podczas gdy właściciel gospodarstwa o powierzchni 300 ha płaci 553 zł miesięcznie. Jak wskazuje Dziennik Polski są to składki o wiele mniejsze niż w przypadku osób pracujących w innych zawodach i osiągających podobne przychody, zaś dochody KRUS pokrywają jedynie 10% wypłacanych przezeń świadczeń, reszta jest zaś dotowana ze skarbu państwa.
Ponadto do 2010 roku osoby te nie płaciły w ogóle składek na ubezpieczenie zdrowotne. Po wyroku Trybunału Konstytucyjnego, który uznał tę sytuację za niezgodną z Konstytucją, rząd wprowadził niewielkie składki uzależnione od wielkości gospodarstw rolnych. Osoby posiadające do 6 ha nadal nie płacą składek w ogóle, a powyżej składka rośnie o 1 zł od hektara – rolnik posiadający 60 ha płaci więc składkę rzędu 54 zł miesięcznie. Jak wynika z danych GUS, średni dochód z hektara ziemi rolnej w Polsce wynosi 239 zł na miesiąc, średnia wielkość gospodarstwa rolnego to 10,5 ha, więc średni dochód z gospodarstwa to ok. 2,5 tys. zł miesięcznie.
Komisja Europejska wielokrotnie rekomendowała Polsce włączenie rolników do powszechnego systemu emerytalnego, ponieważ KRUS przyczynia się do powiększania ukrytego bezrobocia oraz szarej strefy. Rząd zapowiadał wprowadzenie rachunkowości podatkowej dla dużych gospodarstw rolnych, ale do 2014 roku nie podjął żadnych kroków w tym kierunku.

## Systemy oparte na metodzie zaopatrzeniowej

### Systemy zaopatrzenia emerytalno-rentowego
Budżetowe systemy emerytalne obejmują służby mundurowe, tj. funkcjonariuszy służb państwowych oraz żołnierzy zawodowych. Od wynagrodzenia funkcjonariusza lub żołnierza nie jest odprowadzana składka emerytalna, a odpowiednia ustawa gwarantuje świadczenia emerytalne albo (również dla członków rodzin) rentowe z budżetu państwa w określonej wysokości wypłacane odpowiednio:
- w przypadku emerytury lub renty policyjnej, przez:
  - Biuro Emerytalne Służby Więziennej – wyłącznie byłym funkcjonariuszom tej służby
  - 15 wojskowych biur emerytalnych (po jednym na województwo, z wyjątkiem województwa opolskiego, obsługiwanego razem z woj. śląskim przez biuro w Katowicach) – wyłącznie byłym funkcjonariuszom Służby Wywiadu Wojskowego lub Służby Kontrwywiadu Wojskowego niebędącym żołnierzami zawodowymi
  - Zakład Emerytalno-Rentowy Ministerstwa Spraw Wewnętrznych i Administracji – byłym funkcjonariuszom służb państwowych Policji, Agencji Bezpieczeństwa Wewnętrznego, Agencji Wywiadu i Służby Celno-Skarbowej wraz z poprzednikami tych służb, Służby Ochrony Państwa wraz z jej bezpośrednim poprzednikiem, a także Straży Granicznej, Państwowej Straży Pożarnej, Straży Marszałkowskiej oraz Centralnego Biura Antykorupcyjnego,
- w przypadku emerytury lub renty wojskowej, przez:
  - 15 wojskowych biur emerytalnych (po jednym na województwo, z wyjątkiem województwa opolskiego, obsługiwanego razem z woj. śląskim przez biuro w Katowicach) – byłym żołnierzom zawodowym Sił Zbrojnych Rzeczypospolitej Polskiej oraz ich poprzednika.

Próby zreformowania tego systemu podjęto w 1999 roku, kiedy emerytury służb mundurowych zostały wcielone do systemu powszechnego, jednak w 2003 roku przywileje zostały przywrócone przez rząd SLD i PSL.

### Systemy uposażeniowe odpowiadające emerytalno-rentowym
W 1997 r. prokuratorów, sędziów i sędziów Trybunału Konstytucyjnego wyłączono całkowicie z systemów emerytalnych, zastępując je rozwiązaniem, w którym osoby te formalnie nie przestają pełnić urzędu, a jedynie przechodzą w stan spoczynku i zamiast wypłaty świadczenia emerytalnego kontynuują otrzymywanie uposażenia wprost z jednostki budżetowej stanowiącej dotychczasowe miejsce zatrudnienia, przy czym uposażenie w stanie spoczynku sędziów wojskowych i prokuratorów wojskowych/ds. wojskowych, wypłacają wojskowe biura emerytalne. Podobne rozwiązanie dotyczy również byłych prezydentów RP, którym uposażenie wypłaca Kancelaria Prezydenta RP.

## Rodzaje emerytur, rent i innych świadczeń im odpowiadających, wypłacanych w Polsce ze środków publicznych lub quasi-publicznych

### System powszechny (Zakład Ubezpieczeń Społecznych, Fundusz Ubezpieczeń Społecznych, otwarte fundusze emerytalne, Fundusz Solidarnościowy)
Emerytury w powszechnym systemie emerytalnym, wypłacane przez Zakład Ubezpieczeń Społecznych z:
- Funduszu Ubezpieczeń Społecznych[35]:
  - indywidualna – podstawowy typ emerytury, wypłacana dożywotnio w zamian za systematyczne wpłacanie składek w trakcie aktywności zawodowej,
    - z gwarantowanym okresem płatności – szczególny rodzaj emerytury indywidualnej, zawierający gwarancje otrzymywania emerytury przez określony termin (minimum 10 lat), a w razie śmierci świadczenie przechodzi na wskazaną osobę,

  - małżeńska – otrzymywana po śmierci jednego ze współmałżonków – nie może być niższa niż 60% emerytury otrzymywanej wcześniej przez obu małżonków[36],
    - z gwarantowanym okresem płatności – szczególny rodzaj emerytury małżeńskiej, po śmierci obydwu małżonków świadczenie jest wypłacane wskazanej wcześniej osobie aż do końca określonego wcześniej okresu (minimum 10 lat),

  - pomostowa – wypłacana w okresie pomiędzy zakończeniem pracy a osiągnięciem wieku emerytalnego, otrzymywana tylko przez określoną grupę zawodów charakteryzujących się trudnymi warunkami pracy[37].
  - górnicza
  - kolejowa
  - w drodze wyjątku – przyznawana przez Prezesa ZUS ubezpieczonemu lub członkom rodziny ubezpieczonego, którzy wskutek szczególnych okoliczności nie spełniają warunków wymaganych w ustawie do uzyskania prawa do emerytury lub renty; nie mogą – ze względu na całkowitą niezdolność do pracy lub wiek – podjąć pracy lub działalności objętej ubezpieczeniem społecznym; nie mają niezbędnych środków utrzymania,
  - specjalna – przyznawana przez Prezesa Rady Ministrów w szczególnie uzasadnionych przypadkach na warunkach i w wysokości innej niż określone w ustawie o emeryturach i rentach z Funduszu Ubezpieczeń Społecznych,
- środków zgromadzonych w otwartym funduszu emerytalnym, po ich przeniesieniu do Funduszu Ubezpieczeń Społecznych[38]:
  - okresowa kapitałowa[39].

Renty w powszechnym systemie rentowym , wypłacane przez Zakład Ubezpieczeń Społecznych z:
- Funduszu Ubezpieczeń Społecznych[35][40]:
  - z tytułu niezdolności do pracy:
    - stała,
    - okresowa,
    - szkoleniowa,
    - powstałej wskutek wypadku przy pracy albo choroby zawodowej (wypadkowa),

  - inwalidy wojskowego, tj. żołnierza niezawodowego, którego: 
    - inwalidztwo powstało w trakcie czynnej służby wojskowej, z wyłączeniem schorzeń wykrytych w okresie jej pierwszych sześciu tygodni, które nie pozostają z nią w związku ani nie uległy wskutek niej pogorszeniu,
    - inwalidztwo powstało w okresie pierwszych sześciu tygodni służby wojskowej albo w okresie do 3 lat po jej zakończeniu i pozostaje w związku ze służbą wojskową lub przymusowym zatrudnieniem (wypadkowa),

  - inwalidy wojennego, tj. osoby, której inwalidztwo powstało bez własnej winy wskutek bezpośredniego udziału w działaniach wojennych wojny domowej w Hiszpanii, II wojny światowej oraz działaniach bojowych w okresie bezpośrednio powojennym,
  - rodzinna po:
    - ubezpieczonym spełniającym kryteria przyznania renty lub emerytury (inne niż zdrowotne),
    - ubezpieczonym zmarłym wskutek wypadku przy pracy albo choroby zawodowej (wypadkowa),
    - ubezpieczonym nienależącym do żadnej z obydwu ww. grup – dla owdowiałych:
      - roczna,
      - szkoleniowa,

    - emerycie lub renciście, albo osobie pobierającej zasiłek przedemerytalny, świadczenie przedemerytalne lub nauczycielskie świadczenie kompensacyjne,
    - po inwalidzie wojskowym, tj. żołnierzu niezawodowym, którego
      - inwalidztwo powstało w trakcie czynnej służby wojskowej, z wyłączeniem schorzeń wykrytych w okresie jej pierwszych sześciu tygodni, które nie pozostają z nią w związku ani nie uległy wskutek niej pogorszeniu,
      - inwalidztwo powstało w okresie pierwszych sześciu tygodni służby wojskowej albo w okresie do 3 lat po jej zakończeniu i pozostaje w związku ze służbą wojskową lub przymusowym zatrudnieniem (wypadkowa),

    - po inwalidzie wojennym, tj. osobie, której inwalidztwo powstało bez własnej winy wskutek bezpośredniego udziału w działaniach wojennych wojny domowej w Hiszpanii, II wojny światowej oraz działaniach bojowych w okresie bezpośrednio powojennym,

  - w drodze wyjątku – przyznawana przez Prezesa ZUS ubezpieczonemu lub członkom rodziny ubezpieczonego, którzy wskutek szczególnych okoliczności nie spełniają warunków wymaganych w ustawie do uzyskania prawa do renty; nie mogą – ze względu na całkowitą niezdolność do pracy lub wiek – podjąć pracy lub działalności objętej ubezpieczeniem społecznym; nie mają niezbędnych środków utrzymania.
  - specjalna – przyznawana przez Prezesa Rady Ministrów w szczególnie uzasadnionych przypadkach na warunkach i w wysokości innej niż określone w ustawie o emeryturach i rentach z Funduszu Ubezpieczeń Społecznych,
- Funduszu Solidarnościowego:
  - socjalna[41]:
    - stała,
    - okresowa.

### System rolniczy (Kasa Rolniczego Ubezpieczenia Społecznego, fundusz emerytalno-rentowy, Fundusz Solidarnościowy, Agencja Restrukturyzacji i Modernizacji Rolnictwa)
Emerytury w rolniczym systemie emerytalnym, wypłacane przez Kasę Rolniczego Ubezpieczenia Społecznego z funduszu emerytalno-rentowego:
- rolnicza,
- rolnicza w drodze wyjątku – przyznawana przez Prezesa KRUS rolnikowi lub domownikowi lub członkom rodziny zmarłego rolnika lub domownika, pomimo niespełnienia, wskutek szczególnych okoliczności, warunków określonych w ustawie, jeżeli zainteresowana osoba nie ma niezbędnych środków utrzymania i nie może ich uzyskać ze względu na wiek lub stan zdrowia.

Renty w rolniczym systemie rentowym, wypłacane przez: 
- Kasę Rolniczego Ubezpieczenia Społecznego z:
  - funduszu emerytalno-rentowego:
    - rolnicza z tytułu niezdolności do pracy:
      - stała,
      - okresowa,
      - szkoleniowa,
      - wskutek wypadku przy pracy, w drodze z lub do pracy, albo choroby zawodowej (wypadkowa),

    - rolnicza rodzinna po:
      - ubezpieczonym zmarłym wskutek wypadku przy pracy albo choroby zawodowej (wypadkowa),
      - ubezpieczonym spełniającym kryteria przyznania renty lub emerytury (inne niż zdrowotne),
      - emerycie lub renciście,

    - rolnicza w drodze wyjątku – przyznawana przez Prezesa KRUS rolnikowi lub domownikowi lub członkom rodziny zmarłego rolnika lub domownika, pomimo niespełnienia, wskutek szczególnych okoliczności, warunków określonych w ustawie, jeżeli zainteresowana osoba nie ma niezbędnych środków utrzymania i nie może ich uzyskać ze względu na wiek lub stan zdrowia,

  - Funduszu Solidarnościowego:
    - socjalna[42]:
      - stała,
      - okresowa,

  - budżetu państwa:
    - strukturalna (przyznana w latach 2001–2003),
- Agencję Restrukturyzacji i Modernizacji Rolnictwa ze środków budżetu państwa oraz (w latach 2004–2006) Europejskiego Funduszu Orientacji i Gwarancji Rolnej albo (po 2007 r.) Europejskiego Funduszu Rolnego na rzecz Rozwoju Obszarów Wiejskich:
  - strukturalna (przyznana po 2003).

### Systemy zaopatrzenia emerytalno-rentowego (wojskowe biura emerytalne, Biuro Emerytalne Służby Więziennej, Zakład Emerytalno-Rentowy Ministerstwa Spraw Wewnętrznych i Administracji)
Emerytury w systemach emerytalnych: wojskowym i policyjnym, wypłacane z budżetu państwa przez:
- wojskowe biura emerytalne:
  - wojskowa (wyłącznie emerytowanym żołnierzom zawodowym),
  - policyjna (wyłącznie emerytowanym funkcjonariuszom SKW i SWW niebędącym żołnierzami),
- Biuro Emerytalne Służby Więziennej:
  - policyjna (wyłącznie emerytowanym funkcjonariuszom Służby Więziennej),
- Zakład Emerytalno-Rentowy Ministerstwa Spraw Wewnętrznych i Administracji:
  - policyjna (wyłącznie emerytowanym funkcjonariuszom Policji, Agencji Bezpieczeństwa Wewnętrznego, Agencji Wywiadu i Służby Celno-Skarbowej wraz z poprzednikami tych służb, Służby Ochrony Państwa wraz z jej bezpośrednim poprzednikiem, a także Straży Granicznej, Państwowej Straży Pożarnej, Straży Marszałkowskiej oraz Centralnego Biura Antykorupcyjnego).

Renty w systemach rentowych: wojskowym i policyjnym, wypłacane z budżetu państwa przez:
- wojskowe biura emerytalne:
  - wojskowa inwalidzka, wyłącznie żołnierzowi zawodowemu:
    - którego inwalidztwo pozostaje w związku z czynną służbą wojskową (wypadkowa):
      - stała,
      - okresowa,

    - którego inwalidztwo nie pozostaje w związku z czynną służbą wojskową:
      - stała,
      - okresowa,

  - wojskowa rodzinna, wyłącznie po:
    - zmarłym lub zaginionym żołnierzu zawodowym:
      - którego śmierć pozostaje w związku z czynną służbą wojskową (wypadkowa),
      - którego śmierć nie jest związana z czynną służbą wojskową,

    - zmarłym emerycie lub renciście wojskowym,
- instytucję właściwą dla danej służby (analogicznie do instytucji wypłacających emerytury policyjne, odpowiednio: wojskowe biura emerytalne, Biuro Emerytalne Służby Więziennej albo Zakład Emerytalno-Rentowy Ministerstwa Spraw Wewnętrznych i Administracji):
  - policyjna inwalidzka, wyłącznie funkcjonariuszowi:
    - którego inwalidztwo pozostaje w związku ze służbą (wypadkowa):
      - stała,
      - okresowa,

    - którego inwalidztwo nie pozostaje w związku ze służbą:
      - stała,
      - okresowa,

  - policyjna rodzinna po:
    - zmarłym lub zaginionym funkcjonariuszu:
      - którego śmierć pozostaje w związku ze służbą (wypadkowa),
      - którego śmierć nie pozostaje w związku ze służbą,

    - zmarłym emerycie lub renciście policyjnym.

### Systemy uposażeniowe
Uposażenia w stanie spoczynku z tytułu wieku, analogiczne do emerytur, wypłacane z budżetu państwa przez:
- jednostkę stanowiącą ostatnie miejsce czynnego pełnienia urzędu:
  - sędziemu,
  - prokuratorowi,
- wojskowe biura emerytalne:
  - sędziemu wojskowemu,
  - prokuratorowi wojskowemu/ds. wojskowych.

Uposażenia bezwarunkowe ex officio, przyznawane niezależnie od okresu pełnienia urzędu i stanu zdrowia, zatem analogiczne zarówno do emerytur jak i rent z tytułu niezdolności do pracy, wypłacane z budżetu państwa przez jednostkę stanowiącą miejsce pełnienia urzędu, z wyłączeniem uposażonych, którzy wybrali świadczenie emerytalne albo rentowe z któregokolwiek spośród ww. systemów emerytalno-rentowych:
- byłemu Prezydentowi Rzeczypospolitej Polskiej,
- sędziemu Trybunału Konstytucyjnego w stanie spoczynku.

Uposażenia w stanie spoczynku z tytułu choroby lub utraty sił, analogiczne do rent z tytułu niezdolności do pracy, wypłacane z budżetu państwa przez:
- jednostkę stanowiącą ostatnie miejsce czynnego pełnienia urzędu:
  - sędziemu,
  - prokuratorowi,
- wojskowe biura emerytalne:
  - sędziemu wojskowemu,
  - prokuratorowi wojskowemu/ds. wojskowych,

Uposażenia rodzinne, analogiczne do rent rodzinnych, wypłacane z budżetu państwa przez:
- jednostkę stanowiącą ostatnie miejsce czynnego pełnienia urzędu, po:
  - sędzim,
  - prokuratorze,
- jednostkę stanowiącą miejsce pełnienia urzędu, po:
  - sędzim Trybunału Konstytucyjnego,
  - byłym Prezydencie Rzeczypospolitej Polskiej,
- wojskowe biura emerytalne, po:
  - sędzim wojskowym,
  - prokuratorze wojskowym/ds. wojskowych.

## Dobrowolne formy zabezpieczenia emerytalnego
W Polsce istnieją dodatkowe dobrowolne formy zabezpieczenia emerytalnego: 
- oparte na dobrowolnych i pracowniczych funduszach emerytalnych, funduszach inwestycyjnych, grupowych ubezpieczeniach na życie z ubezpieczeniowym funduszem kapitałowym albo zarządzaniu zagranicznym:
  - PPE – pracownicze programy emerytalne,
- oparte na dobrowolnych i pracowniczych funduszach emerytalnych albo funduszach inwestycyjnych:
  - IKE – indywidualne konto emerytalne,
  - IKZE – indywidualne konto zabezpieczenia emerytalnego,
  - PPK – pracownicze plany kapitałowe
  - OIPE − ogólnoeuropejski indywidualny produkt emerytalny.